# Lưới B40

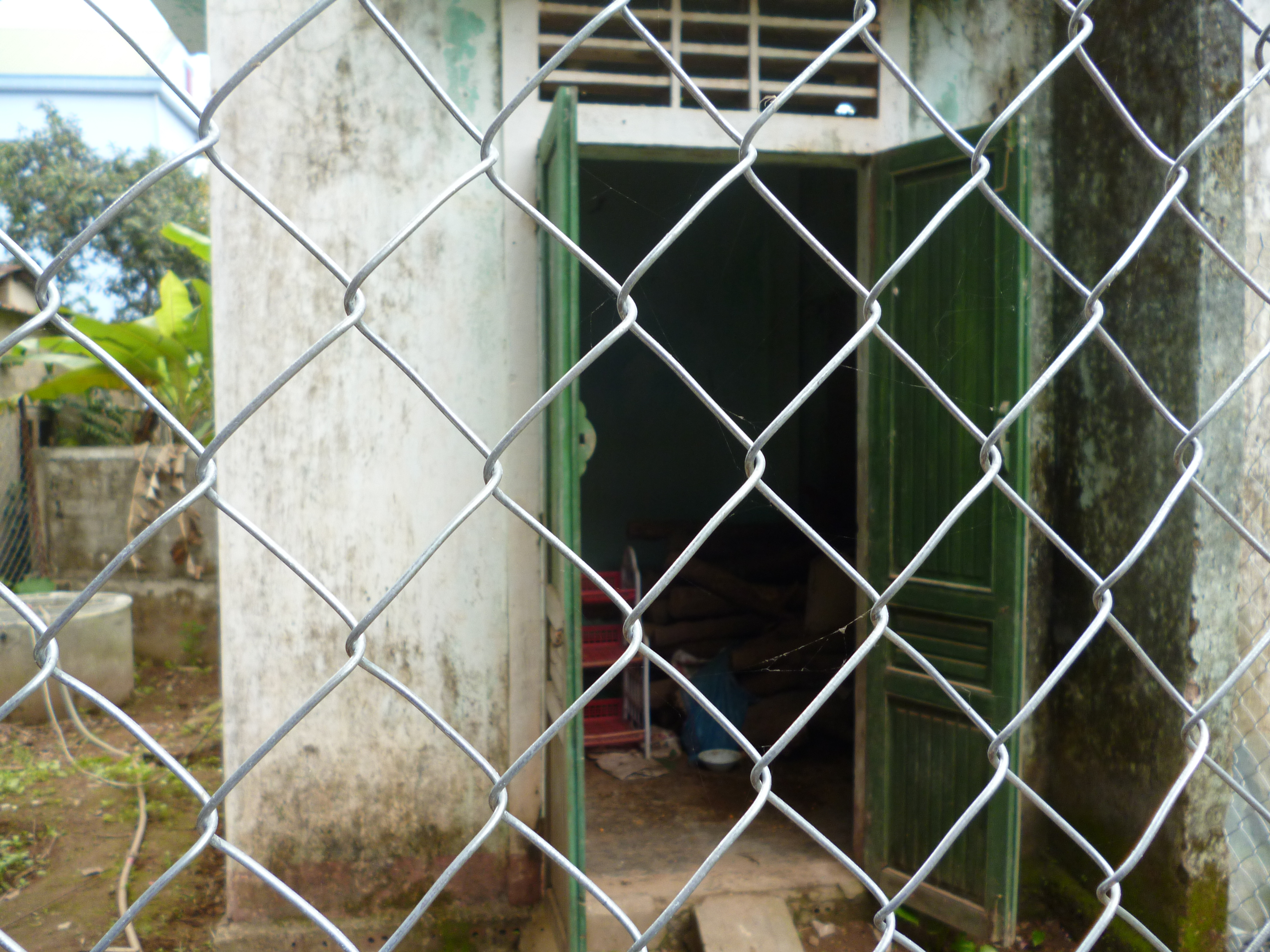
Lưới B40 quây quanh một ngôi nhà ở Việt Nam

Lưới B40 (hay còn gọi là lưới mắt cáo) là một loại lưới được đan đơn giản bằng những sợi thép thành nhiều mắt hình vuông như mắt cáo. Lưới B40 hiện có nhiều loại, kích thước lỗ và tiết diện sợi dây thép khác nhau, tùy theo nhu cầu sử dụng. Đặc trưng của loại lưới này là dễ tạo hình, có thể cuộn tròn để bảo quản.

## Lịch sử
Cuối Chiến tranh thế giới thứ hai, người ta bắt đầu dùng lưới để chặn đạn chống tăng như panzerfaust của Đức. Lưới phủ quanh xe tăng. Súng B40 rất giống panzerfaust-44, tốc độ tối đa của đạn B40 chỉ 84 m/s, đạn mắc vào lưới mà không nổ.
Sau đó, tên gọi "lưới B40" phổ biến từ trong Chiến tranh Việt Nam, do việc Quân lực Việt Nam Cộng hòa sử dụng nó để phòng chống lại B40. Các xe M113 và xe tăng thường chở theo một bó lưới để lập hàng rào khi dừng lại, công sự cũng có hàng rào lưới này. Sự phổ biến của loại lưới trong quân sự diễn ra chỉ khoảng vài năm, đến đầu thập niên 1970 thì lưới hiếm dần vì lúc này, súng B41 đã phổ biến, đạn của B41 có thể xuyên qua lưới.